# Horama diffissa
Horama diffissa là một loài bướm đêm thuộc phân họ Arctiinae, họ Erebidae.